# The First Quarter
Albums de Nanase Aikawa
7 seven
(2004) Reborn
(2009)
EPs par Nanase Aikawa
The Last Quarter
(2001) R.U.O.K?!
(2005)
Compilations par Nanase Aikawa
ID：2
(2003) Rock or Die
(2010)
Singles
The First Quarter est le 2e mini-album de Nanase Aikawa, sorti sous le label Avex Trax le 16 février 2005 au Japon. Il atteint la 85e place du classement de l'Oricon et reste classé pendant 2 semaines.

## Liste des titres
| 1. | Kagiri Aru Hibiki (限りある響き) |  |
| 2. | Mangekyou (万華鏡)               |  |
| 3. | Real na Yume (リアルな夢)        |  |
| 4. | Radiance Moon                    |  |
| 5. | Donmai∞Donmai                    |  |
| 6. | I Love You                       |  |
| 7. | Sharing of Love                  |  |
| 8. | Inori (祈り)                     |  |